# Olivier V de Clisson

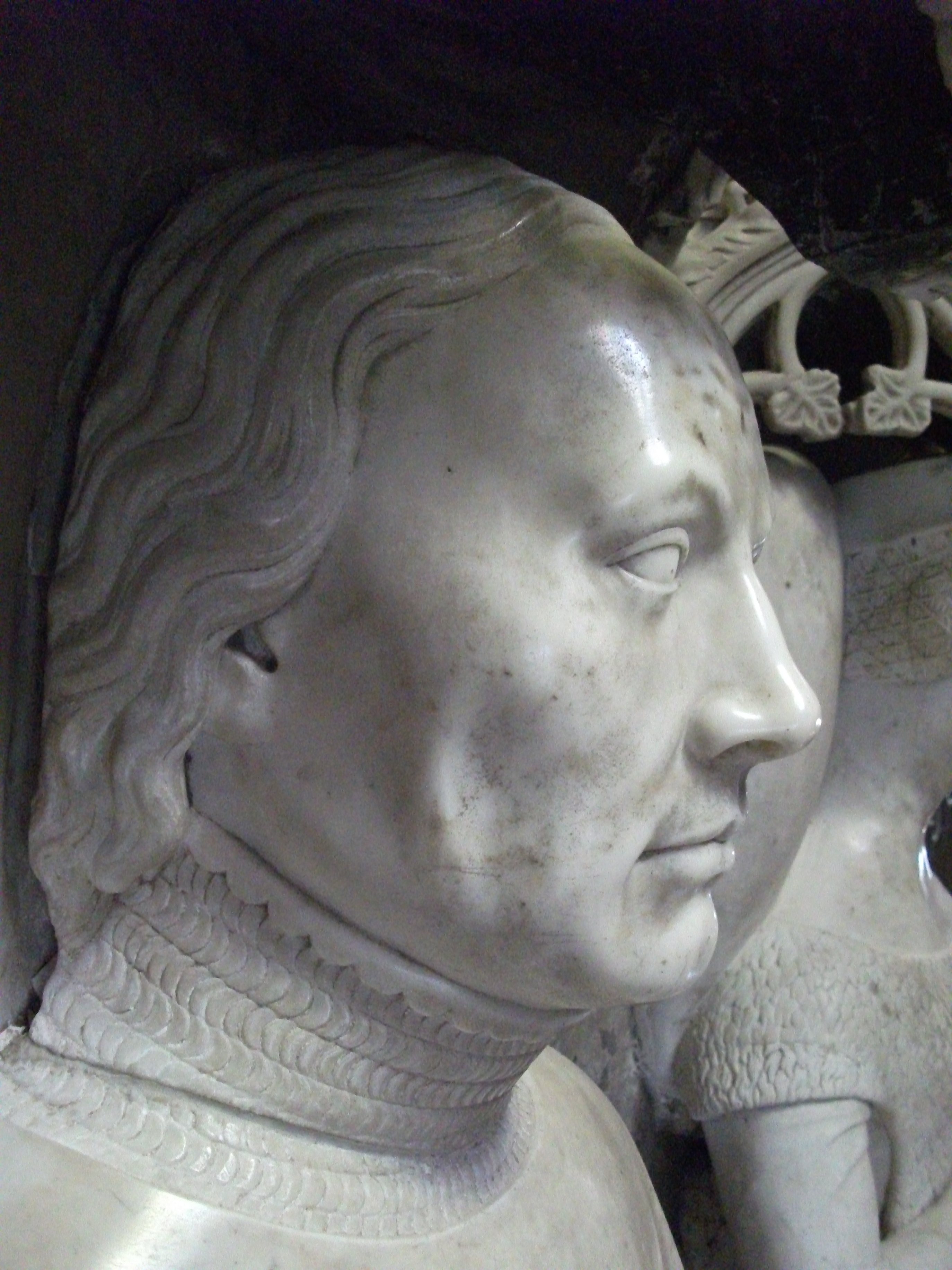
Estatuas de Olivier de Clisson y de su esposa Margarita en la basílica Notre Dame du Roncier, Josselin.

Olivier V de Clisson (1336-23 de abril de 1407), apodado «el Carnicero», fue un noble bretón y militar francés, hijo de Juana de Belleville y Olivier IV de Clisson que fue ejecutado en 1343 bajo sospecha de haber querido rendir Nantes a los ingleses.
Fue criado en Inglaterra, donde su madre había contraído segundas nupcias. A su regreso a Bretaña, tomó las armas para servir a Juan V, duque de Bretaña (Juan de Montfort), a quien apoyaban los ingleses. Olivier se distinguió en la batalla de Auray en 1364, en la que perdió un ojo y se ganó el nombre de «el Carnicero», por haber ordenado a sus tropas no tomar prisioneros. Más tarde, debido a diferencias con Montfort, Olivier peleó a favor de Carlos de Blois, duque de Bretaña y, por lo tanto, por Francia.
En 1370 se unió a Bertrand du Guesclin, quien se convertiría más tarde en condestable de Francia, y lo siguió en todas sus campañas contra los ingleses, incluso en el sitio de Brest de 1373. A la muerte de Du Guesclin, Clisson recibió la espada de condestable y la mantuvo entre 1380 y 1392. Combatió contra los ciudadanos de Gante, derrotándolos en la batalla de Roosebeke en 1382; después mandó el ejército en Poitou y Flandes en 1389 e hizo un intento de invadir Inglaterra que no tuvo éxito.
A su regreso a París en 1392, sufrió un intento de asesinato por parte de Pierre de Craon, con la instigación de Juan V. Con objeto de castigar a este, Carlos VI de Francia, acompañado por el condestable, marchó a Bretaña en una expedición en la que el rey tuvo su primer ataque de locura. Los tíos de Carlos VI iniciaron procesos en contra de Clisson, de modo que debió ir a refugiarse a Bretaña.
Se reconcilió con Juan V y, después de la muerte del duque en 1399, se lo nombró protector del ducado de Bretaña y tutor de los jóvenes príncipes. Acumuló grandes riquezas antes de su muerte.